# William Onahan Gallery
Kontraadmiral William Onahan Gallery, ameriški pomorski pilot in admiral, * 22. junij 1904, † 13. november 1981.

## Življenjepis
Leta 1921 je vstopil v Pomorsko akademijo ZDA kot drugi ob treh bratov, ki so diplomirali na akademiji. William je diplomiral leta 1925.
Sprva je bil dodeljen USS New Mexico (1925–27), nato pa USS Farragut (1927–30).
Leta 1930 je pričel z letalskim urjenjem v Pensacoli (Florida). Po devetih mesecih je diplomiral in bil nato dodeljen Patruljni eskadrilji 6. Med letoma 1933 in 1935 je bil nastanjen na letalonosilki USS Omaha.  
Njegove naslednje naloge so bile: Aeronavtični inženirski laboratorij v Washingtonu, D.C. (1935–37), Lovska eskadrilja 6 na USS Enterprise (1937–39) in nato Pomorska zračna postaja Alameda (1939–41).
Ob pričetku druge svetovne vojne je bil sprva dodeljen štabu admirala Thomasa C. Kinkaida, nato pa je bil dodeljen 1. eskortnoletalonosilni bojni skupini.
Potem je bil dodeljen nočnolovski PBY skupini na krovu  USS Half Moon. V tem času je bil odlikovan s Distinguished Flying Cross zaradi razvitja metode boja proti japonskim nočnim lovcem.
Nato je postal poveljnik USS Chicago, bil premeščen v Eglin Air Force Base, bil poveljnik USS Siboney, Pomorske zračne postaje Guantanamo, bil imenovan za namestnika načelnika pomorskih operacij za letalstvo in leta 1950 postal poveljnik USS Princeton.
Junija 1955 se je upokojil.

## Družina
Njegova dva brata, Philip Gallery in Daniel Gallery, sta bila tudi kontraadmirala, medtem ko je bil četrti, John Ireland Gallery, rimskokatoliški pomorski kaplan.

## Nagrade
Poimenovanja
Po vseh treh bratih admiralih so poimenovali fregato USS Gallery (FFF-26).